# Starcom
Starcom (Starcom: The U.S. Space Force) est une série télévisée d'animation canado-américaine de Brynne Chandler. Elle comporte treize épisodes de 25 minutes et a été diffusée entre le 20 septembre et le 13 décembre 1987 en syndication. En France, la série a été diffusée à partir du 4 mars 1988 sur Canal+.

## Synopsis
Starcom est un groupe d’intervention interplanétaire américain à bord de vaisseaux spatiaux. Grâce à leurs véhicules ultra-perfectionnés, ils triomphent de tous les conflits et de tous les pièges qu'ils rencontrent dans le Système Solaire.

## Personnages
- Flash (VF : Jean-Louis Faure)
- Slim (VF : Joël Martineau)
- Kelsey (VF : Caroline Jacquin)
- Corrado (VF : Olivier Korol)
- Commandant Lucas Hull (VF : Daniel Brémont)
- Crowbar (VF : Roland Timsit)
- Empereur Dark (VF : Jean-Paul Solal)
- Torvek (VF : Jacques Brunet)
- Malbana (VF : Véronique Augereau)
- Von Dar (VF : Michel Beaune)
- Diana (VF : Caroline Beaune)
- Le Chef de Starcom (VF : Claude d'Yd)
- Léna (VF : Michèle Lituac)

## Épisodes
1. Les baleines de l'espace (Nantucket Sleighride)
2. Crowbar sur écoute (Trojan Crowbar)
3. La longue chute (The Long Fall)
4. Les cavernes de Mars (Caverns of Mars)
5. Le feu et la glace (Fire and Ice)
6. La ruse plutôt que la force (Galactic Heartbeat)
7. Fausse alerte (The Boys Who Cried Dark)
8. Triste moisson (Dark Harvest)
9. Un vaisseau grippé (A Few Bugs in the System)
10. Retournement de situation (Turnabout)
11. Dans la chaleur de Mercure (Hot Enough for You?)
12. Le cadet de l'espace, Flash Moskowitz (Flash Moskowitz, Space Cadet)
13. Un faux pas (The Last Star Ranger)

## DVD
- États-Unis :

L'intégrale de la série est sortie en DVD.
- Starcom The U.S. Space Force : The Complete Series (DVD-9 Keep Case) sorti le 12 février 2015 chez Mill Creek Entertainment dans la collection Retro TV Toons. Le ratio écran est en 1.33:1 plein écran 4:3. L'audio est uniquement en version originale non sous-titrée et sans bonus. Il s'agit d'une édition Zone 1 NTSC.